# توماس دبليو. بلاكويل
توماس دبليو. بلاكويل (بالإنجليزية: Thomas W. Blackwell)‏ هو سياسي أمريكي، ولد في 29 أغسطس 1958 في فيلادلفيا في الولايات المتحدة، وتوفي في 22 أغسطس 2017. حزبياً، نشط في الحزب الديمقراطي. وقد انتخب عضو مجلس نواب بنسيلفانيا.